# Bleachers
Bleachers est un groupe américain de rock, originaire de Bergenfield, dans le New Jersey. Il est formé en 2013 par le musicien Jack Antonoff, seul membre permanent du groupe jusqu'en 2023, date à laquelle les musiciens de tournée de longue date Mikey Freedom Hart, Sean Hutchinson, Evan Smith, Michael Riddleberger et Zem Audu deviennent des membres officiels.

## Histoire
Le premier album de Bleachers, Strange Desire, sort le 10 juillet 2014 chez RCA Records. Le magazine Variance qualifie le single Rollercoaster d'« hymne estival brillant ». Bleachers effectue sa première tournée Come Alive ! qui comprend Night Terrors of 1927 et Joywave en première partie, de mars à avril 2015. De là, ils partent pour la Strange Desire World Tour de juillet à novembre de la même année, qu'ils jonglent avec le Charli and Jack Do America Tour, une tournée dont les têtes d'affiche sont Bleachers et Charli XCX.
Le 16 novembre 2020, Bleachers publie les deux premiers singles de Take the Sadness Out of Saturday Night, 45 et Chinatown, ce dernier mettant en vedette Bruce Springsteen. Le même jour, il est annoncé que l'album sortira en 2021. Stop Making this Hurt, le troisième single, sort le 18 mai 2021. Take the Sadness Out of Saturday Night sort le 30 juillet. Bleachers annonce une tournée nord-américaine pour Take the Sadness Out of Saturday Night en mai 2021. Le 28 octobre, Bleachers annonce sur Facebook qu'ils donneront deux concerts en mars 2022 au Roadrunner, à Boston, dédiés à leurs deux premiers albums : Strange Desire et Gone Now Lors de l'épisode du 15 janvier 2022 de Saturday Night Live, animé par Ariana DeBose, Bleachers remplace Roddy Ricch, initialement prévu.
Le 15 juillet 2024, Jack Antonoff annonce sur son Instagram qu'une version réimaginée du premier album de Bleachers, Strange Desire, sortirait bientôt sous le titre A Stranger Desired. Le premier single, Wild Heart, sort le 1er août, suivi de la sortie de l'album studio le 6 septembre.

## Discographie

### Albums studio
- 2014 : Strange Desire
- 2017 : Gone Now
- 2021 : Take the Sadness Out of Saturday Night
- 2024 : Bleachers

### Albums live
- 2018 : MTV Unplugged

### Compilations
- 2015 : Terrible Thrills, Vol. 2
- 2019 : Terrible Thrills, Vol. 3

### EP
- 2014 : Spotify Sessions
- 2014 : Strange Desire (The Demos)

### Singles
- 2014 : I Wanna Get Better (US :  Platine[12])
- 2014 : Shadow
- 2014 : Rollercoaster (US :  Or[12])
- 2014 : Like a River Runs
- 2015 : Entropy (avec Grimes)
- 2017 : Don’t Take the Money (US :  Or[12])
- 2017 : Hate That You Know Me
- 2017 : Everybody Lost Somebody
- 2017 : I Miss Those Days
- 2018 : Alfie’s Song (Not So Typical Love Song)
- 2020 : 45
- 2020 : Chinatown (avec Bruce Springsteen)
- 2021 : Stop Making this Hurt
- 2021 : How Dare You Want More
- 2021 : Secret Life (avec Lana Del Rey)
- 2022 : Anti-Hero (Taylor Swift feat. Bleachers)
- 2023 : Modern Girl
- 2023 : Alma Mater
- 2024 : Tiny Moves
- 2024 : Me Before You